# Walter Pelletier
Walter G. C. Pelletier (* 9. Juli 1900 in Nürnberg; † 23. April 1982) war ein deutscher Unternehmer.

## Leben
Pelletier war der Sohn des Kaufmanns Carl Pelletier und der Paula Pelletier, geb. Spühler.
Nach dem Studium (Volkswirtschaftslehre und Staatswissenschaften in München und Erlangen) und der Promotion 1922 arbeitete Pelletier bis 1926 im Bankhaus M. Harbauer in Nürnberg (seit 1923 Syndikus). Danach arbeitete er für den Großeinkaufsverband Nürnberger Bund eGmbH Nürnberg/Essen/Berlin seit 1929 als Finanzdirektor, 1930 2. Vorstandsmitglied und seit 1934 als Generaldirektor. Von 1939 bis 1945 absolvierte er seinen Kriegsdienst und erhielt mehrere Kriegsauszeichnungen.
Nach dem Zweiten Weltkrieg war von 1948 bis 1949 Geschäftsführer des Landesverbandes des genossenschaftlichen Groß- und Außenhandels Nordrhein-Westfalen. Seit 1949 bis zu seiner Zurruhesetzung war er Vorstandsvorsitzender der NORD-WEST Schuhwaren-Einkaufsgenossenschaft eGmbH in Frankfurt am Main.